# کاراگوتاتوبا
کاراگوتاتوبا (به پرتغالی: Caraguatatuba) یک شهر و شهر و شهرداری در برزیل است که در ایالت سائو پائولو واقع شده‌است. کاراگوتاتوبا ۴۸۵٫۱۰ کیلومتر مربع مساحت و ۱۱۹٬۶۲۵ نفر جمعیت دارد و ۲ متر بالاتر از سطح دریا واقع شده‌است.